# Magacela
Magacela est une commune d’Espagne, dans la province de Badajoz, communauté autonome d'Estrémadure.

## Histoire
Magacela est une ancienne commanderie de l'ordre d'Alcántara,dont dépendait entre autres, Villanueva de la Serena.
L'église Santa Ana de Magacela abrite le tombeau de Ruy Vázquez, un haut dignitaire de l'ordre qui s'est retiré en 1318 à Magacela après avoir refusé de prendre la dignité suprême d'Alcántara.